# Bruzovice
Bruzovice (in polacco Bruzowice, in tedesco Brusowitz) è un comune della Repubblica Ceca facente parte del distretto di Frýdek-Místek, nella regione della Moravia-Slesia.